# John Cecil Masterman
Pour les articles homonymes, voir Masterman.
Sir John Cecil Masterman (12 janvier 1891 – 6 juin 1977) est un universitaire, sportif et auteur britannique. Il est principalement connu comme président du comité XX, qui durant la Seconde Guerre mondiale pilota le système Double Cross, qui contrôlait les agents doubles en Grande-Bretagne pour la désinformation du renseignement allemand.

## Livre
J.C. Masterman, The Double-Cross System. The Classic Account of World War Two Spy-Masters. 

## Source
- (en) Cet article est partiellement ou en totalité issu de l’article de Wikipédia en anglais intitulé « John Cecil Masterman » (voir la liste des auteurs).